# Otto Lagoni
Otto Louis Christian Lagoni (27. november 1867 i Øster Hæsinge ved Faaborg – 8. maj 1944 i Odense) var en dansk skuespiller, der har medvirket i en del stumfilm, hovedsageligt i biroller, men også i enkelte større roller.
Han var uddannet musiker og kom i skuespillerlære og scenedebuterede i 1888 i Aalborg. Tre år senere blev han ansat ved Dagmarteatret i København. Og i 1892 og 1893 turnerede han i Norge, først fra Arendal til Stavanger, og så videre til Tromsø, Vadsø og Vardø. Tilbage i Danmark i 1895 blev han engageret ved Frederiksberg Teater, Casino, Aarhus Teater og var på Odense Teater 1917-27 og igen fra 1937 til sin død i 1944. Hans sidste teateroptræden var den 6. maj 1944 som Leonard i Den Politiske Kandestøber af Ludvig Holberg. Han hadede Herman Bang og beskyldte ham for at tidligt have ødelagt hans karrieremuligheder.
Otto Lagoni var en flittig filmskuespiller og medvirkede i omkring 80 stumfilm mellem 1909 og 1913. Hans mest fremtrædende rolle var som Sherlock Holmes i tre film fra 1911.
Han var søn af købmand Peder Christian Lagoni og Marie Sophie Frederikke Spøhr. Han var gift med skuespillerinden Alma Kristine Lagoni (pigenavn: Olsen) til ægteskabet blev opløst. Han døde den 8. maj 1944 og ligger begravet på Assistens Kirkegård i Odense. Han har skrevet selvbiografien Før tæppet går ned (1938).

## Filmografi
| - Barnet (ukendt instruktør, 1909) - Gammel Kærlighed ruster ikke (ukendt instruktør, 1909) - Dobbeltgængeren (som manden, instruktør Holger Rasmussen, 1910) - Kean (instruktør Holger Rasmussen, 1910) - Den sorte Domino (ukendt instruktør, 1910) - Tullemands Frieri (ukendt instruktør, 1910) - Den hvide Slavehandel (som Annas far; instruktør August Blom, 1910) - Den Dødes Halsbaand (instruktør August Blom, 1910) - Bjørnejagten (ukendt instruktør, 1910) - Flugten over Atlanterhavet (ukendt instruktør, 1910) - Tøndebaandsmoden (ukendt instruktør, 1910) - To Tjenestepiger (som grossereren; ukendt instruktør, 1910) - Kunstnerlykke (ukendt instruktør, 1910) - Kuffertens Hemmelighed (som opdageren; ukendt instruktør, 1910) - Krybskyttens Søn (ukendt instruktør, 1910) - Hvem er hun? (som Hr. Fleuriot, Jacquelines mand, jurist; instruktør Holger Rasmussen, 1910) - Fakirens nye Tjener (ukendt instruktør, 1910) - Samvittighedens Stemme (som grossereren; ukendt instruktør, 1910) - Blind Alarm (ukendt instruktør, 1910) - De to Medbejlere (ukendt instruktør, 1910) - Hittebarnet (som godsejeren; instruktør Holger Rasmussen, 1910) - Den heldige Bananmand (ukendt instruktør, 1910) - Revolveren (ukendt instruktør, 1910) - Skarpretterens Søn (som en konge; ukendt instruktør, 1910) - Medbejlerens Hævn (ukendt instruktør, 1910) - Spøgelset i Gravkælderen (som Grev von Hohenstein; instruktør August Blom, 1910) - Sherlock Holmes i Bondefangerklør (som Sherlock Holmes; ukendt instruktør, 1910) - Skæbnens Hjul (instruktør William Augustinus, 1911) - Gadeoriginalen (instruktør August Blom, 1911) | - For hendes Skyld (som greven; instruktør William Augustinus, 1911) - Kosakfyrsten (som generalen; ukendt instruktør, 1911) - Balletdanserinden (instruktør August Blom, 1911) - Kærlighedens Styrke (instruktør August Blom, 1911) - Dødsflugten (instruktør Eduard Schnedler-Sørensen, 1911) - Den hvide Slavehandels sidste Offer (som Mr. Bright; instruktør August Blom, 1911) - Ungdommens Ret (instruktør August Blom, 1911) - Vildledt Elskov (som bankdirektøren; instruktør August Blom, 1911) - Spilopmageren (ukendt instruktør, 1911) - Den sorte Haand (som Sherlock Holmes; ukendt instruktør, 1911) - Jagten paa Gentleman-Røveren Singaree (som professoren; instruktør August Blom, 1911) - Den forklædte Barnepige (som Sherlock Holmes; ukendt instruktør, 1911) - Operationsstuens Hemmelighed (instruktør William Augustinus, 1911) - Folkets Vilje (instruktør Eduard Schnedler-Sørensen, 1911) - Den Sorte Hætte (som kontorist; instruktør William Augustinus, 1911) - Mormonens Offer (som Larssons mormonven; instruktør August Blom, 1911) - Gennem Kamp til Sejr (som Monas far; instruktør Urban Gad, 1911) - Den farlige Alder (som den gamle greve; instruktør August Blom, 1911) - Dyrekøbt Ære (instruktør William Augustinus, 1911) - Dyrekøbt Glimmer (instruktør Urban Gad, 1911) - Dr. Gar el Hama (som Pendleton, grevens ven, pengeudlåner; instruktør Eduard Schnedler-Sørensen, 1911) - For aabent Tæppe (instruktør August Blom, 1912) - Den Undvegne (som Hutkinsons ven; instruktør August Blom, 1912) - Dødsdrømmen (instruktør August Blom, 1912) - Unge Pigers Værn (instruktør Eduard Schnedler-Sørensen, 1912) - Den kære Afdøde (instruktør Eduard Schnedler-Sørensen, 1912) - Naar Kærligheden dør (ukendt instruktør, 1912) | - Shanghai'et (instruktør Eduard Schnedler-Sørensen, 1912) - Bagtalelsens Gift (instruktør Valdemar Hansen, 1912) - Dødens Brud (instruktør August Blom, 1912) - Dødsangstens Maskespil (som Kaptajn på skibet "Adelaide"; instruktør Eduard Schnedler-Sørensen, 1912) - Et moderne Ægteskab (instruktør Leo Tscherning, 1912) - Kærlighed og Venskab (instruktør Eduard Schnedler-Sørensen, 1912) - Vampyrdanserinden (instruktør August Blom, 1912) - En Opfinders Skæbne (som pengeudlåner; instruktør August Blom, 1912) - Livets Baal (instruktør Eduard Schnedler-Sørensen, 1912) - Vennerne fra Officersskolen (som General, Edmonds far; instruktør Eduard Schnedler-Sørensen, 1913) - Hjælpen (instruktør Robert Dinesen, 1913) - Sladder (instruktør Christian Schrøder, 1913) - Det sorte Skib (ukendt instruktør, 1913) - Manden med Kappen (instruktør Robert Dinesen, 1913) - En Hofintrige (instruktør August Blom, 1913) - Fødselsdagsgaven (instruktør August Blom, 1913) - Hustruens Ret (instruktør Leo Tscherning, 1913) - Guldmønten (instruktør August Blom, 1913) - Hvem var Forbryderen? (instruktør August Blom, 1913) - Den tredie Magt (som Danilo, kammertjener; instruktør August Blom, 1913) - Djævelens Datter (instruktør Robert Dinesen, 1913) - Flugten gennem Luften (instruktør August Blom, 1913) - Carl Alstrup som Soldat (instruktør Eduard Schnedler-Sørensen, 1914) - Hævnen hører mig til (instruktør William Augustinus) - Naar Katten er ude (ukendt instruktør) - Et Julebrev (ukendt instruktør) |